# Nikolaj Stepanenko
Nikolaj Stepanenko, född 	1946 i byn Hrada i Chojnicki rajon i Gomel oblast i Vitryska SSR i Sovjetunionen (nu Homels voblast i Belarus), är en sovjetisk före detta kanotist.
Han tog bland annat VM-silver i K-1 10000 meter i samband med sprintvärldsmästerskapen i kanotsport 1978 i Belgrad.